# Munidopsis mandelai
Espèce
Munidopsis mandelai est une espèce de homards de la famille des Munidopsidae.

## Répartition
Munidopsis mandelai se rencontre dans l'Ouest de l'océan Indien, à une profondeur comprise entre 740 et 1 135 m.

## Description
L'holotype de Munidopsis mandelai, un mâle, mesure 7,2 mm.

## Étymologie
Son nom spécifique, mandelai, lui a été donné en l'honneur de Nelson Mandela.

## Publication originale
- (en) Enrique Macpherson, Diva Joan Amon et Paul F. Clark, « A new species of Munidopsis from a seamount of the Southwest Indian Ocean Ridge (Decapoda: Munidopsidae) », Zootaxa, Magnolia Press (d), vol. 3753, no 3,‎ 7 janvier 2014, p. 291–296 (ISSN 1175-5334 et 1175-5326, OCLC 49030618, PMID 24872299, DOI 10.11646/ZOOTAXA.3753.3.8, lire en ligne).